# Брассе, Вильгельм
Вильгельм Брассе (пол. Wilhelm Brasse; 1917—2012) — польский профессиональный фотограф, заключённый в концентрационный лагерь Освенцим в 1940 году. Он получил известность благодаря тому, что по заданию администрации фотографировал заключённых; его работа и жизнь были описаны в документальном фильме «Portrecista», показанном на канале TVP1 1 января 2006 года.
Отец Брассе — австриец, а мать — полька. Он научился фотографировать в Катовице в ателье своей тёти. После вторжения в Польшу и оккупации родного города Вильгельма, Живца, расположенного на юге Польши, Брассе допросил офицер СС. Вильгельм отказался поклясться в верности Гитлеру и был отправлен в тюрьму на три месяца. После освобождения Брассе попытался избежать попадания в фолькслист и мобилизации в немецкую армию, бежав в Венгрию для того, чтобы присоединиться к польским войскам, находившимся во Франции. На польско-венгерской границе Вильгельма и нескольких других молодых людей задержали и отправили в концентрационный лагерь Аушвиц-Биркенау; там Брассе получил лагерный номер 3444. Так как он работал фотографом в Силезии, администрация лагеря назначила его на работу фотографом, где он делал снимки заключённых, проводившихся ими работ, а также медицинских экспериментов над заключёнными. Брассе предположил, что сделал от 40 000 до 50 000 «идентификационных снимков» в 1940—1945 годах до того, как его перевели в Эбензе (филиал Маутхаузена), освобождённый Союзниками в мае 1945 года.
Хотя многие фотографии Брассе не уцелели, несколько сотен экспонируются в Музее Аушвиц-Биркенау и на мемориале Яд ва-Шем. Его фотографии, в особенности снимок узницы Чеславы Квоки, послужили источником вдохновения для создания книги Painting Czesława Kwoka, получившей награду «LIFE Award».

## Биография
Вильгельм Брассе родился 3 декабря 1917 года. Его отец был потомком австрийских колонистов, он воевал в польской армии во время Советско-польской войны. В ателье, где Вильгельм работал фотографом, заметили его талант и умение помочь клиентам расслабиться и не нервничать.
31 августа 1940 года Брассе был заключён в незадолго до того открытый концентрационный лагерь Аушвиц-Биркенау.
В феврале 1941 года Вильгельма и нескольких других заключённых вызвали в кабинет коменданта лагеря Рудольфа Хёсса, где проверили их навыки фотографирования; Брассе отдельно отметили за навыки работы в лаборатории и умение обращаться с камерой, а также знание немецкого языка, после чего приказали заняться документальной съёмкой в бригаде «Erkennungsdienst», в которой кроме Вильгельма было ещё четыре человека. Брассе в интервью говорил, что испытывал стыд перед теми, кого фотографировал, однако не мог ничем им помочь, в страхе нарушить приказ. Полтора года спустя Вильгельм встретил Йозефа Менгеле — врача, который проводил медицинские эксперименты на заключённых; последнему понравились снимки Брассе и он приказал фотографу запечатлеть нескольких близнецов, а также узников с пороками развития, над которыми Менгеле проводил опыты. В частности, ему пришлось запечатлеть эксперименты по убийству заключённых газом Циклон Б. Помимо узников фотографироваться приходили и люди из администрации лагеря. Благодаря таким подработкам Брассе получал сигареты и еду. После вторжения советских войск в Польшу в результате Висло-Одерской операции, Вильгельма и тысячи других заключённых угнали в концентрационный лагерь Эбензе, откуда их в начале мая 1945 года освободили американские войска.
Вернувшись домой в Живец, Вильгельм попытался вернуться к фотографированию, однако воспоминания и картины увиденного продолжали преследовать его при съёмке: «Всякий раз, когда я смотрел в видоискатель, там появлялись еврейские девушки». В итоге он бросил фотографирование и открыл «в меру успешный» бизнес по производству колбасных оболочек.
Брассе возвращался в музей Аушвиц-Биркенау, чтобы поделиться воспоминаниями с посетителями, и, хотя у него с собой была маленькая довоенная фотокамера Kodak", он не сделал ни одного снимка.
Вильгельм был женат и имел двоих детей и пятерых внуков. Он жил со своей женой в Живце до самой смерти в 94 года. О смерти Брассе объявила историк музея Аушвиц-Биркенау.

## Фотографии, сделанные в Освенциме

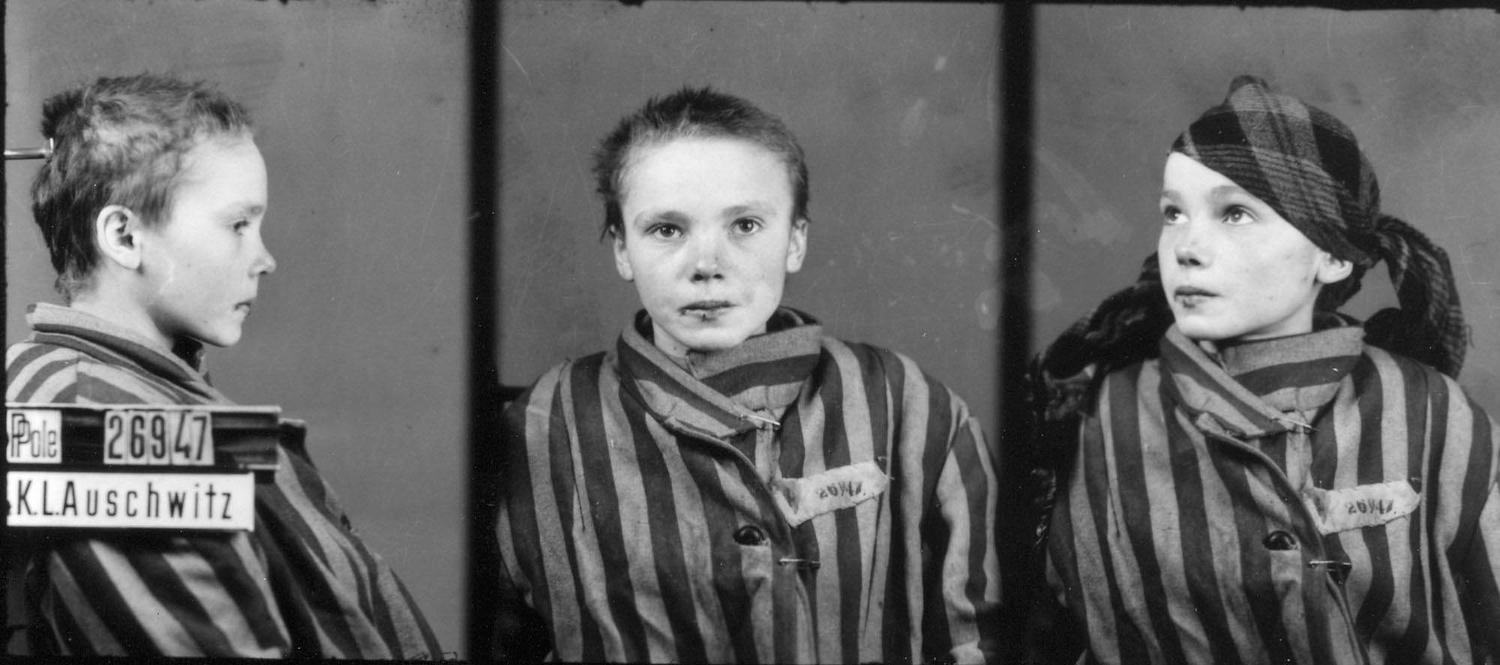
Чеслава Квока

Доктор Менгеле настаивал на том, чтобы Вильгельм делал три снимка каждого заключённого: анфас, в профиль и в три четверти. Для фотографирования была выделена комната. Там находилась подвижная платформа, на которую установили стул. Фотограф мог поворачивать стул, не заставляя фотографируемого вставать. Первые 35 000 заключённых фотографировали подряд, а затем евреев прекратили присылать к Вильгельму, так как они отправлялись сразу в газовые камеры.
Когда перед отступлением администрация лагеря приказала фотографам уничтожить снимки, они кинули свои работы в огонь, однако едва начальство покинуло помещение, Брассе залил горевшие снимки водой и спас некоторую их часть.
Аналогичные снимки, включая авторства Брассе, доступны на сайте Музея Холокоста и на выставке внутри него.

## Работы, посвящённые Вильгельму и его снимкам
- Auschwitz: The Nazis and 'The Final Solution'[англ.] (Би-би-си, 2005), «Surprising Beginnings» и «Orders & Initiatives» (1 и 2 серии)[24].
- The Portraitist (Portrecista, TVP1, Польша, 2005)[25]. 52-минутный польский фильм, режиссёр — Ирек Добровольский, продюсер — Анна Добровольская. Премьерный показ на телевидении состоялся 1 января 2006, а на киноэкране — 19 марта 2007 года в Западнолондонской синагоге[англ.][26]. На протяжении фильма Брассе рассказывает о том, как попал в лагерь, а также о своей работе там и о некоторых снимках[10].
- Фотографии детей-заключённых, сделанные Вильгельмом и экспонирующиеся в музее Аушвиц-Биркенау, в особенности фото Чеславы Квоки, вдохновили поэтессу Терезу Эдвардс и художницу Лори Шрайнер на создание книги «Painting Czesława Kwoka»[27]. Согласно информации из каталога выставки, где находились работы Эдвардс и Шрайнер, задумка заключалась в увековечении памяти детей, ставших жертвами Холокоста, а также погибших в войне[27][28]. В 2007 году книга получила «Tacenda Literary Award» как лучшая совместная работа[29][12].